# 莫利纳拉
莫利纳拉（義大利語：Molinara），是意大利贝内文托省的一个市镇。总面积24平方公里，人口1697人，人口密度70.7人/平方公里（2009年）。ISTAT代码为062041。